# Villeneuvette

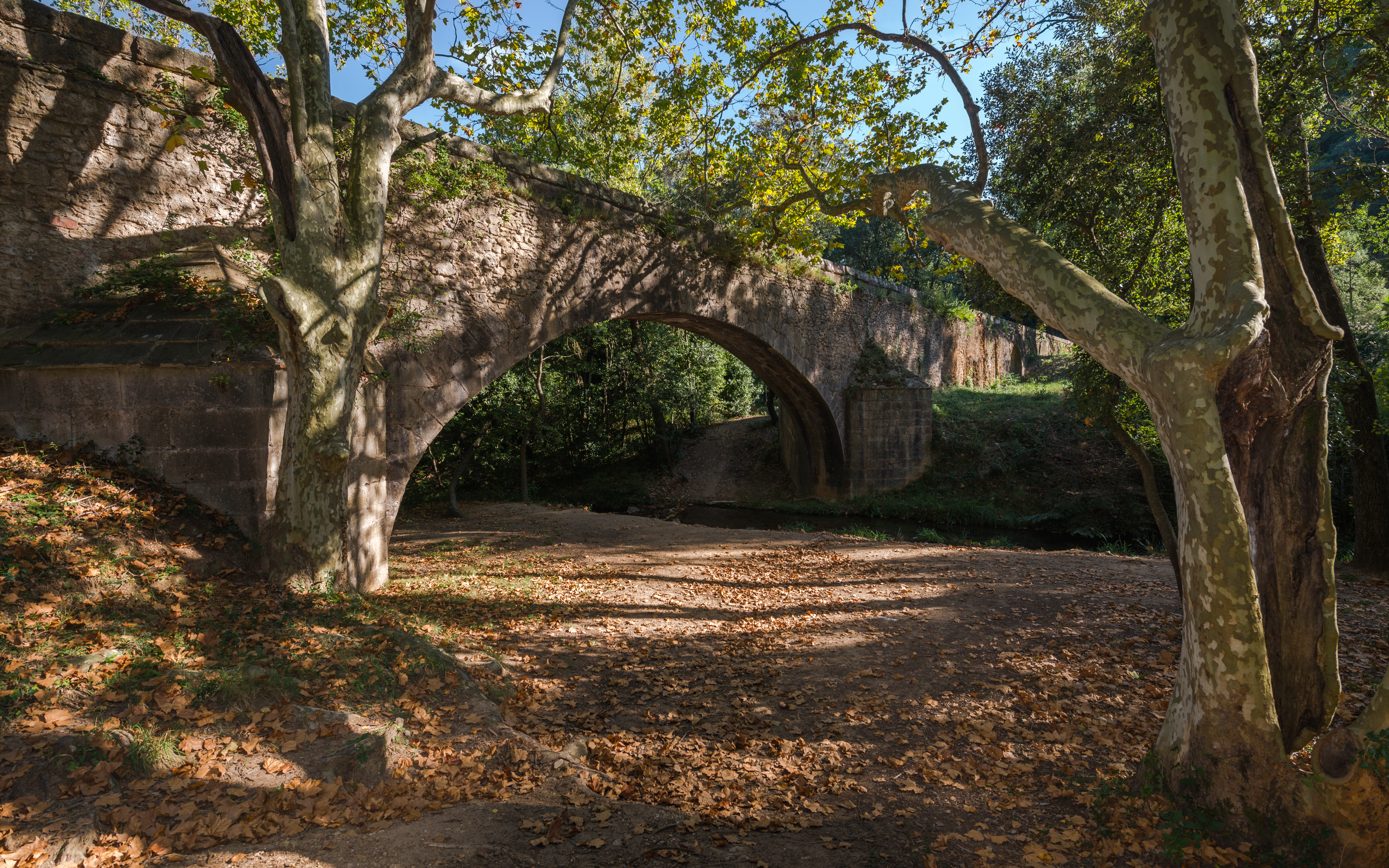

 Villeneuvette  es una población y comuna francesa, situada en la región de Occitania, departamento de Hérault, en el distrito de Lodève y cantón de Clermont-l'Hérault.

## Demografía
| 94 | 61 | 50 | 75 | 83 | 85 | 69 |
| Para los censos de 1962 a 1999 la población legal corresponde a la población sin duplicidades (Fuente: INSEE [Consultar]) |    |    |    |    |    |    |